# José Luiz del Roio
José Luiz del Roio (Bragança Paulista,  12 de março de 1942) é um radialista, político e ativista social ítalo-brasileiro.

## Biografia
Envolvido em política e movimentos sociais desde os 17 anos, Del Roio tornou-se membro do Partido Comunista Brasileiro nos anos 60 e, após o golpe de 1964, fundou, com Carlos Marighella, a Ação Libertadora Nacional (ALN), abraçando a luta armada como forma de resistência à ditadura recém-instalada.
Por causa da repressão, Del Roio exilou-se no Peru, onde trabalhou durante o governo de Juan Velasco Alvarado, e depois no Chile, com a administração de Salvador Allende. Testemunhando outro golpe militar, o do general Augusto Pinochet, Del Roio transferiu-se para a Argélia. Em 1975 foi a Moscou e retomou os contatos com o PCB e Luís Carlos Prestes.
Del Roio foi também um dos responsáveis pela recuperação de importante parte do acervo documental do PCB, que estava ameaçado pelas constantes buscas de órgãos militares de repressão. Numa arriscada operação, a estrutura do partido conseguiu retirar do Brasil o acervo, sendo criado em Milão o Archivio Storico del Movimento Operaio Brasilliano, organizado por Del Roio — circunstância que fez Del Roio se estabelecer definitivamente na Itália, onde se casou com uma professora universitária suíça.
Hoje, os documentos originais encontram-se sob guarda da Universidade Estadual Paulista (UNESP).
Filiado ao Partido da Refundação Comunista, Del Roio foi eleito senador nas eleições legislativas italianas de 2006 pela região italiana da Lombardia.
Em 2017, escreveu um livro sobre a greve geral de 1917.